# شمعدان

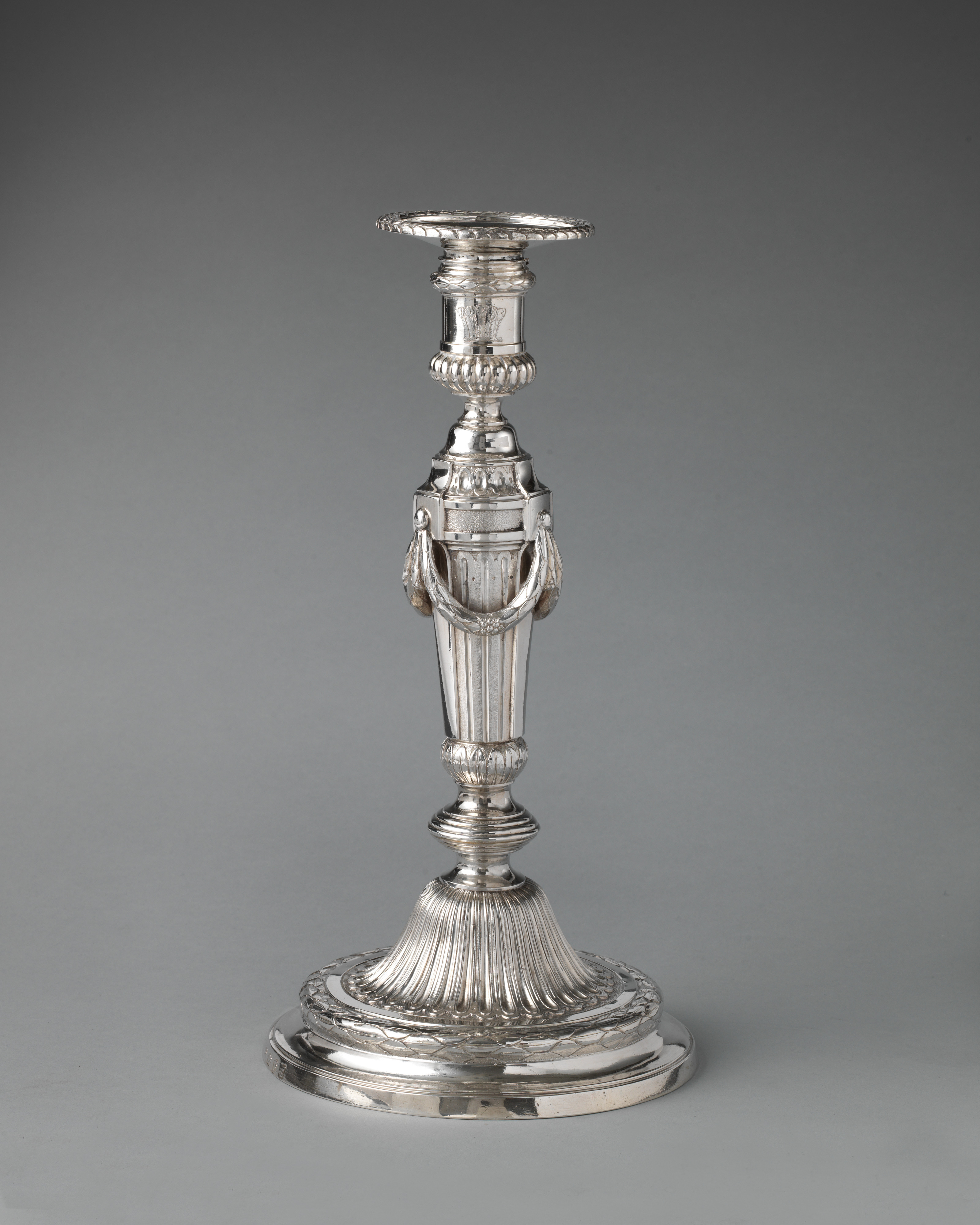
شمعدان نقره نئوکلاسیک انگلیسی، ۱۷۷۵–۱۷۷۴، اندازه: ۲۹٫۵× ۱۵٫۶×۱۵٫۶ سانتی‌متر، موزه هنر متروپولیتن (شهر نیویورک)

شمعدان (به انگلیسی: Candlestick) وسیله‌ای است که برای نگه داشتن شمع در جای خود استفاده می‌شود. شمعدان‌ها دارای یک فنجان یا سنبله ("pricket") یا هر دو هستند تا شمع را در جای خود نگه دارند. به شمعدان‌ها کمتر «شمع‌گیر» می‌گویند.
قبل از توسعه برق شهری، شمع‌ها با استفاده از جاشمعی (فارسی قدیم: زاغوته)، شمعدان کوتاه با تابه‌ای برای گرفتن موم چکیده، بین اتاق‌ها حمل می‌شد. اگرچه روشنایی الکتریکی شمع‌ها را در بسیاری از نقاط جهان به تدریج از بین برده است، اما شمعدان‌ها و شمع‌لوسترها هنوز در خانه به‌عنوان عناصر تزئینی یا ایجاد فضای مناسب در موارد خاص استفاده می‌شوند.

## استفاده مذهبی

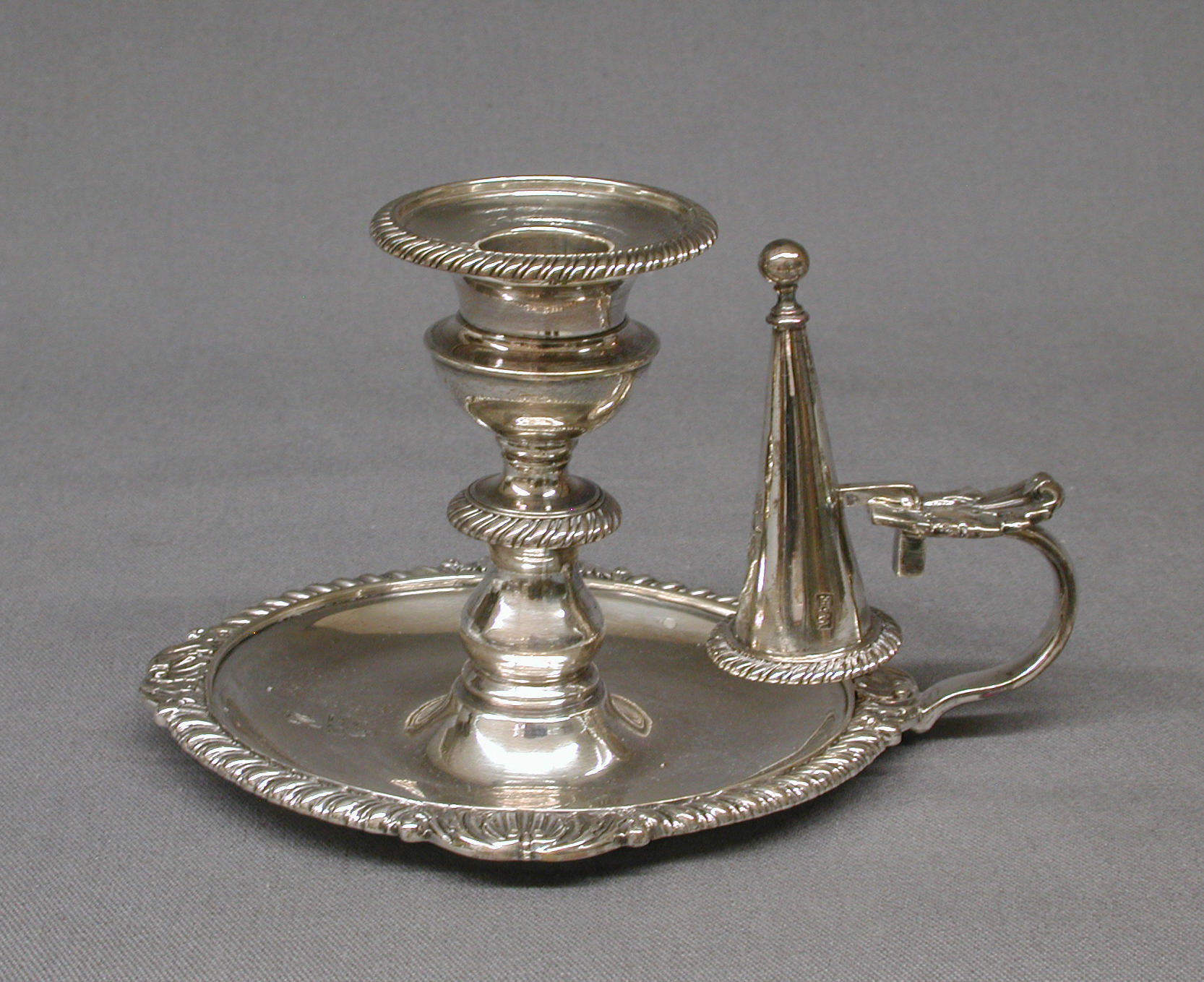
چمبراستیک نقره‌ای

شمع و شمعدان نیز اغلب در مراسم مذهبی و برای وسایل معنوی به‌عنوان چراغ‌های کاربردی و نمادین استفاده می‌شود.
شمعدان یکی از مهم‌ترین نشانه‌های دین و آیین یهود نیز می‌باشد.
در خانه‌های یهودیان، دو شمع به نشانه آغاز روز شنبه در غروب آفتاب هر جمعه روشن می‌شود، بنابراین شمعدان‌ها اغلب در معرض نمایش قرار می‌گیرند. شمعدان هفت شاخه، معروف به منورا نماد ملی دولت اسرائیل است، بر اساس شمعدانی که در زمان قدیم در پرستشگاه اورشلیم استفاده می‌شد. شمعدان ویژه دیگری که در بسیاری از خانه‌های یهودیان یافت می‌شود منورای حنوکا است، منوره حنوکا که هشت شمع به همراه یک شمع اضافی برای روشن کردن بقیه دارد.
شمعدان‌های بلند و چراغ‌های محراب اغلب در کلیساهای مسیحی نیز یافت می‌شود، در حالی که مجموعه ویژه‌ای از شمعدان‌های دو و سه شاخه به نام دوشمع و سه‌شمع (Dikirion and trikirion) توسط اسقف‌های کاتولیک شرقی و ارتدکس شرقی برای برکت دادن مردم در مراسم عبادی استفاده می‌شود.
استفاده از آینه و شمعدان در مراسم عروسی از اجزای اصیل سفرهٔ عروسی ایرانی است، همچنین در سفره هفت‌سین نیز استفاده می‌شود.